# Bonaventure Mvondo Assam
Bonaventure Mvondo Assam é um político camaronês, exercendo o cargo de deputado, e sobrinho do presidente de Camarões Paul Biya.

## Biografia
Bonaventure Mvondo Assam é filho de Benoît Mvondo Assam primogênito e patriarca da família Mvondo desde a morte de seu pai Étienne e Paulette Ele foi criado por seu tio Paul Biya e pela falecida esposa deste último, Jeanne-Irène Atyam Ndoumin.

### Carreira
Foi eleito deputado pelo partido Reunião Democrática do Povo de Camarões (RDPC) pelo departamento de Dja-et-Lobo.
Também atua em empresas nos Camarões através da companhia mineira Codias SA, que possui licença para exploração industrial de ouro em mais de 309 km.